# Euthlastoblatta grata
Euthlastoblatta grata är en kackerlacksart som beskrevs av Morgan Hebard 1923. Euthlastoblatta grata ingår i släktet Euthlastoblatta och familjen småkackerlackor. Inga underarter finns listade i Catalogue of Life.